# Апостоли, Фред
Альфредо «Фред» Апостоли (англ. Alfredo "Fred" Apostoli; 2 февраля 1913, Сан-Франциско, США — 29 ноября 1973, Сан-Франциско, США) — американский боксёр. Чемпион мира в средней весовой категории. Участник Второй мировой войны.
В 1943 году признан «Боксёром года» по версии журнала «Ринг».

## Биография
Родился 2 февраля 1913 года в Сан-Франциско. У него было трое братьев и сестёр. Его мать умерла, когда ему было 7 лет. Отец не мог содержать детей и отправил их жить к бабушке. Потом Фред отправился в детский дом. Там он и начал заниматься боксом.

## Любительская карьера
Стал чемпионом Тихоокеанского побережья в 1-м полусреднем весе. Выиграл турнир «Золотые перчатки» (Тихоокеанское побережье) в среднем весе. В 1934 году выиграл национальный чемпионат AAU в среднем весе.

## Профессиональная карьера
Дебютировал на профессиональном ринге 8 октября 1934 года, одержав победу техническим нокаутом в 3-м раунде.

### Первый бой сФредди Стилом
1 апреля 1935 года, имея в своём активе всего 6 боёв, Апостоли встретился с опытнейшим Фредди Стилом. У Стила было за плечами уже более ста боёв и только два поражения. Стил одержал победу техническим нокаутом в последнем, 10-м, раунде. Для Апостоли это первое поражение в карьере.
8 мая 1936 года победил по очкам чемпиона мира в среднем весе Бейба Риско. Титулы Риско на кону не стояли.
9 октября 1936 года победил по очкам бывшего чемпиона мира в полусредней и средней весовых категориях канадца Лу Бруйара.
27 января 1937 года проиграл по очкам Кену Оверлину.
17 февраля 1937 года победил по очкам Солли Кригера.
14 апреля 1937 года во второй раз встретился с Кригером. Победил техническим нокаутом в 5-м раунде.

### Чемпионский бой сМарселем Тилем
23 сентября 1937 года встретился с бывшим чемпионом мира в среднем весе французом Марселем Тилем. У Тиля возникло сильное рассечение. В 10-м раунде бой остановили. На момент остановки Тиль вёл в счёте. Была объявлена победа Апостоли техническим нокаутом. После этого боя Тиль завершил карьеру.

### Второй бой сФредди Стилом
7 января 1937 года во второй раз встретился с Фредди Стилом. Одержал победу техническим нокаутом в 9-м раунде. Для Стила это поражение стало всего третьим в более чем 130-ти боях.
22 февраля 1938 года проиграл по очкам Янгу Корбетту III.
18 ноября 1938 года снова встретился с Янгу Корбетту III. Победил техническим нокаутом в 8-м раунде и защитил титул чемпиона мира NYSAC в среднем весе.
В начале 1939 года дважды встретился с Билли Конном (6 января и 10 февраля). Оба раза уступил по очкам. В этих боях титул Апостоли на кону не стоял.

### Потеря титула
2 октября 1939 года Апостоли проводил защиту титула чемпиона мира в среднем весе в поединке против филиппинца Сеферино Гарсии. Филиппинец нокаутировал Фреда в 7-м раунде и забрал титул.
5 января 1940 года победил по очкам бывшего чемпиона мира в полутяжёлом весе Мелио Беттину.
2 февраля 1940 года во второй раз встретился с Мелио Беттиной. Поединок был рассчитан на 15 раундов. После 12-го раунда угол Апостоли отказался от продолжения боя.
19 ноября 1940 года проиграл по очкам чемпиону мира NBA в среднем весе Тони Зэйлу. Титул Зэйла на кону не стоял.
26 июня 1942 года во второй раз встретился с Кеном Оверлином. Поединок завершился вничью.

## Вторая мировая война
Во время Второй мировой войны служил в ВМС США на крейсере «Колумбия».

## Возвращение на ринг
В 1946-м году вернулся на профессиональный ринг.
17 ноября 1947 года победил по очкам бывшего претендента на титул чемпиона мира в среднем весе Джорджа Абрамса.
1 декабря 1948 года проиграл по очкам малоизвестному Эрлу Тёрнеру. После этого завершил карьеру.

## Признание
- В 1978 году включён в Зал славы журнала «Ринг».
- Включён во Всемирный зал боксёрской славы.
- В 2003 году включён в Международный зал боксёрской славы.